# El Montañon
El Montañon est un sommet montagneux américain dans le comté de Santa Barbara, en Californie. Il culmine à 551 mètres d'altitude dans la partie orientale de l'île Santa Cruz. Il est protégé au sein du parc national des Channel Islands, dont il est le point culminant.